# Heat (filme de 1972)
Heat, também conhecido como Andy Warhol's Heat, é um filme estadunidense lançado em 1972. Escrito e dirigido pelo cineasta Paul Morrissey e produzido por Andy Warhol, o filme traz no elenco atores como Andrea Feldman, Joe Dallesandro e Sylvia Miles.
O filme foi concebido por Andy Warhol como uma paródia de Sunset Boulevard.

## Enredo
Dallesandro interpreta Joey Davis, um desempregado que sobrevive trabalhando como "hustler" em Los Angeles. Joey usa o sexo para conseguir a sua senhoria e, assim, reduzir a seu renda. Ele acaba seduzindo Sally Todd (interpretada por Sylvia Miles), uma ex-estrela de Hollywood. Sally tenta ajudar Joey a reviver a sua carreira, mas o seu status de ex-atriz medíocre é ainda mais forte. Porém, a filha psicótica de Sally, uma garota chamada Jessica (no filme, interpretada por Andrea Feldman) complica ainda mais o relacionamento de Sally e Joey, um homem cínico e emocionalmente entorpecido.

## Elenco
- Joe Dallesandro - Joey Davis
- Sylvia Miles - Sally Todd
- Andrea Feldman - Jessica
- Pat Ast - Lydia, a dona do motel
- Ray Vestal - Ray, o produtor
- Lester Persky - Sidney
- Eric Emerson - Eric
- Gary Koznoch - Gary
- Harold Childe - Harold
- John Hallowell - Colunista da Gossip